# Alone Again (Asking Alexandria)
Alone Again è un singolo del gruppo musicale britannico Asking Alexandria, pubblicato il 20 agosto 2021 come unico estratto dal settimo album in studio See What's on the Inside.

## Descrizione
Il brano ha segnato il ritorno del gruppo verso sonorità heavy metal ed arena rock, discostandosi pertanto dalle sperimentazioni pop ed elettroniche del precedente album Like a House on Fire, uscito l'anno prima. A tal proposito il chitarrista Ben Bruce ha spiegato:

## Video musicale
In contemporanea con l'uscita del singolo, gli Asking Alexandria hanno reso disponibile un lyric video attraverso il proprio canale YouTube. Il video musicale, diretto da William "Wombat" Felch e girato in bianco e nero, è invece stato presentato il 31 agosto e mostra il gruppo eseguire il brano in una stanza scarsamente illuminata.

## Tracce
1. Intro – 0:56
2. Alone Again – 3:48

## Formazione
Gruppo
- Danny Worsnop – voce
- James Cassells – batteria
- Cameron Liddell – chitarra
- Benjamin Bruce – chitarra
- Sam Bettley – basso

Altri musicisti
- Hannah Huntley – voce aggiuntiva
- Brandon Michael Collins – arrangiamento strumenti ad arco
- David Davidson – violino
- David Angell – violino
- Kristin Wilkinson – viola
- Paul Nelson – violoncello

Produzione
- Matt Good – produzione, missaggio
- Benjamin Bynum – assistenza tecnica
- Howie Weinberg – mastering
- Will Borza – mastering

## Classifiche
| Classifica (2021)             | Posizione massima |
| ----------------------------- | ----------------- |
| Stati Uniti (hard rock)       | 7                 |
| Stati Uniti (mainstream rock) | 1                 |

## Date di pubblicazione
| Paese                 | Data di pubblicazione | Formato           |
| --------------------- | --------------------- | ----------------- |
| Mondo                 | 20 agosto 2021        | Download digitale |
| Stati Uniti d'America | 17 settembre 2021     | CD                |